# Vasile D. Nicolescu
Vasile D. Nicolescu (n. 8 septembrie 1919, Glodeanu-Cârlig, județul Buzău – d. 19 decembrie 1982, Piatra Neamț, județul Neamț) a fost un folclorist muzical și profesor român.

## Biografie
S-a născut la data de 8 septembrie 1919 în comuna Glodeanu-Cârlig, județul Buzău. Studiază la seminarul teologic din Buzău.
Între 1945-1950 studiază la Conservatorul din București cu profesorii Ioan D. Chirescu (teorie-solfegiu), I. Dumitrescu și Dimitrie Cuclin (armonie), L. Klepper (contrapunct), T. Ciortea (forme muzicale), Z. Vancea (istoria muzicii), Tiberiu Alexandru și Emilia Comișel (folclor muzical), Fl. Eftimescu (pian), D. Cutavas (psaltichie), Paraschiv Angelescu (imnologie), V. Popovici (cânt gregorian).
Între 1945-1948, în paralel cu studiile muzicale, urmează și Facultatea de Teologie.
Între 1949-1967 este cercetător științific în cadrul Institutului de Folclor din București.
Desfășoară și o fructoasă activitate didactică, funcționând ca profesor de muzică în București, la școlile nr. 4 și nr. 16 (1950-1952), liceul de muzică nr. 1 (1955-1959), liceul de muzică „George Enescu” (1955-1962), școala postliceală de bibliotecari și activiști culturali (1955-1958), liceul de poligrafie și tehnică cinematografică (1964-1975).
Între 1962-1966 este lector universitar la catedrele de folclor, istoria muzicii românești, cor și dirijat, teorie-solfegiu la Institutul pedagogic de trei ani din București.
Între 1967-1971 este cercetător științific principal la Institutul de științe pedagogice din București.
În 1971 devine lector titular, inspector metodist la Institutul central de perfecționare a personalului didactic din București.
A fost colaborator la „Demos” (Berlin), „Gazeta literară”, „Revista de folclor”, „Revista de pedagogie”, „Steagul Roșu” ș.a.

## Decesul
Moare la data de 19 decembrie 1982 la Piatra Neamț, la vârsta de 63 de ani.

## Distincții
A fost distins cu Premiul Uniunii Compozitorilor din R.S.R. (1979) și cu Premiul „Ciprian Porumbescu” al Academiei Române.

## Lucrări

### Cărți
- Manuscrisul Ucenescu. Cînturi, București, Editura Muzicală, 1979, 370 pag.

### Culegeri de folclor
- 200 Cîntece și doine, prefață de Al. Amzulescu, București, Editura de Stat pentru Literatură și Artă, 1955 (în colaborare cu Gheorghe Ciobanu)
ediția a II-a, București, Editura Muzicală, 1962, 193 p.
- Cîntece și jocuri populare din Moldova, București, Editura Muzicală, 1963, 192 p. (în colaborare cu Constantin Gh. Prichici)
- Cîntece și strigături populare noi, București, Editura Muzicală, 1963, 192 p. (în colaborare cu Eugenia Cernea, Monica Brătulescu, Nicolae Rădulescu)

### Articole
- „Naiul - contribuție la cunoașterea instrumentelor populare” în Muzica, nr. 6, supliment
- „Pe marginea primei culegeri de cîntece noi din Dobrogea” în Revista de folclor, tomul 4, nr. 3-4, 1959
- „Din viața unor vechi cîntece muncitorești-revoluționare” în Revista de folclor, tomul 6, nr. 1-2, 1962
- „Din materialele premiate la concursul de cîntece muncitorești revoluționare” în Revista de folclor, tomul 7, nr. 1-2, 1962